# Buchenavia iguaratensis
Espèce
Classification phylogénétique
Statut de conservation UICN

 EN  : En danger
Buchenavia iguaratensis est une espèce de plantes à fleurs du genre Buchenavia de la famille des Combretaceae. C'est un arbre trouvé au Brésil. Il pousse en milieu tropical humide.
Selon Plants of the World Online, c'est un synonyme de Terminalia kleinii.